# Austrocercella weiri
Austrocercella weiri är en bäcksländeart som beskrevs av Günther Theischinger 1984. Austrocercella weiri ingår i släktet Austrocercella och familjen Notonemouridae. Inga underarter finns listade i Catalogue of Life.